# Trg Stanka Vraza (Bjelovar)
Trg Stanka Vraza u Bjelovaru je trg centru grada Bjelovara. Trg se nalazi na raskrižju sa ulicom Matice hrvatske, Krste Frankopana i Trga Antuna Gustava Matoša.
Na trgu se nalazi zgrada Hrvatskih šuma, bivša zgrada križevačke gradske uprave i skulptura 250 godina hrvatskog šumarstva.

## Galerija
- Trg Stanka Vraza 2019. godine
- Trg Stanka Vraza